# Oxford-Burcot Commission
Die Oxford-Burcot Commission war die erste Kommission, die sich mit der Verwaltung der Themse befasste. Sie wurde durch ein Gesetz 1605 von Jakob I. eingesetzt um den Themseabschnitt zwischen Burcot und Oxford schiffbarer zu machen. Die Kommission hatte 18 Mitglieder, darunter einen Vertreter der Stadt Oxford und einen Vertreter der University of Oxford. Sie traf sich nur unregelmäßig und hatte ihre Arbeit 1611 ganz eingestellt.
Ein zweites erweitertes Gesetz wurde 1623 verabschiedet. Es sah die Berufung von acht Personen als Kommissionsmitglieder zur Überwachung der Abwasserkanäle vor. Auch diese Gruppe wurde als Oxford-Burcot Commission bezeichnet. Die Kommission hatte das Recht Steuern von der Stadt Oxford und der Universität zu erheben, den Fluss zu säubern und Schleusen und Wehre zu bauen. Das Iffley Lock, Sandford Lock und eine Schleuse im Swift Ditch nahe dem heutigen Abingdon Lock wurden 1631 gebaut. Allerdings war der Arbeitsfortschritt langsam und die Bauten teuer. Der erste Kahn erreichte Oxford erst 1635.
In der Folge wurde die Thames Navigation Commission 1751 durch ein weiteres Gesetz unter George II. eingesetzt. Diese Kommission hatte ähnliche Vollmachten wie ihre Vorgänger, war aber für die gesamte Themse bis nach Staines verantwortlich.